# Võ Huệ phi
Đường Huyền Tông Võ Huệ phi (chữ Hán: 唐玄宗武惠妃, ? - 737), còn gọi là Trinh Thuận Hoàng hậu (貞順皇后), là một sủng phi của Đường Huyền Tông Lý Long Cơ, vị Hoàng đế thứ 7 hoặc thứ 9 của nhà Đường trong lịch sử Trung Quốc.
Xuất thân là một người cháu của Võ Tắc Thiên, trong suốt đời mình bà chiếm trọn sủng ái của Đường Huyền Tông. Sau khi Vương hoàng hậu bị phế năm 724, địa vị của Võ Huệ phi trong cung được ví như Hoàng hậu, mặc dù bà chưa bao giờ được phong. Bà sinh cho Huyền Tông 4 hoàng tử và 3 công chúa, nhiều hơn bất cứ những phi tần nào khác. Đường Huyền Tông nhiều lần muốn lập bà làm Hoàng hậu nhưng quần thần kiên quyết phản đối, vì bà là con cháu của Võ Tắc Thiên, nên quần thần lo sợ họ Võ lại chiếm giang sơn của nhà Đường.
Có được sự sủng ái, lại muốn cho con trai là Thọ vương Lý Mạo làm Thái tử, Võ Huệ phi tham dự sự kiện cung biến khiến Thái tử trước đó là Lý Anh bị ban chết. Sau khi Phế Thái tử qua đời không lâu, Võ Huệ phi bị ám ảnh bởi chính việc mình gây ra, sợ hãi qua đời. Đường Huyền Tông cả đời chưa từng lập bà làm Hoàng hậu, bèn truy tặng bà thụy hiệu của một Hoàng hậu. Do đó, bà trở thành một trong 2 người phi tần của triều Đường không phải sinh mẫu của Hoàng đế mà lại có thụy hiệu Hoàng hậu, bên cạnh Độc Cô Quý phi. Về sau, Đường Túc Tông cho rằng Võ thị mưu hại hoàng tử, bèn phế trừ thụy hiệu Hoàng hậu của bà.

## Tiền trình
Võ Huệ phi không rõ sinh năm bao nhiêu, theo suy đoán thì ước chừng vào niên hiệu Thánh Lịch thời Võ Tắc Thiên trị vì, rơi vào khoảng năm 699 vậy, nếu là như vậy thì bà kém Lý Long Cơ tới 14 tuổi. Bà xuất thân từ gia tộc của Võ Tắc Thiên, vào thời điểm này là rất hiển hách.
Cao tổ phụ của Võ thị là Võ Sĩ Nhượng (武士讓), một người chú của Võ Tắc Thiên. Thân phụ của bà là Võ Du Chỉ (武攸止), cưới Dương thị phu nhân xuất thân từ đại gia tộc Hoằng Nông Dương thị, con gái của Huyện thừa huyện Ung Dương Hoành (杨宏), cháu nội của Du Kích tướng quân Dương Diễn (杨衍). Khi Võ Tắc Thiên xưng làm Hoàng đế, Võ Du Chỉ được phong làm Hằng An vương (恒安王). Võ Du Chỉ mất sớm, Võ thị được nhập cung từ nhỏ nuôi dưỡng. Có nhiều hiểu lầm khi cho rằng Võ thị là vào cung làm cung nữ, lệ con gái thân thích hoàng gia được đưa vào cung có từ lâu (xem Sào Lạt vương phi Dương thị), hay thậm chí là đưa vào cung nuôi làm con dâu cũng có (xem bài Minh Tuyên Tông Tôn Quý phi). Trong thời gian ở trong cung, Võ thị được cháu trai của Võ Tắc Thiên là Lâm Tri vương Lý Long Cơ để ý. Lâm Tri vương Lý Long Cơ sau khi dẹp trừ được đối thủ chính trị cuối cùng là Thái Bình công chúa, đã lập tức lên ngôi Hoàng đế. Sử gọi Đường Huyền Tông.
Nhân việc Võ thị do có tư sắc, lại là họ hàng với tổ mẫu của Huyền Tông nên rất có vai vế, Võ thị trở thành phi tử được sủng ái nhất trong số các cung phi khi ấy của Huyền Tông. Vị hiệu trước khi trở thành Huệ phi của bà không được cả hai sách Đường thư ghi lại, căn cứ "Trinh Thuận Hoàng hậu ai sách văn" trong Toàn Đường Văn (全唐文), thông qua câu "Tự Tiệp dư nhi tam mệnh" (自婕妤而三命) mà trước mắt tạm đoán Võ thị có thể từng thụ phong Tiệp dư, hơn nữa còn từng qua tổng cộng 3 lần sách phong. Sau khi chính thức vào hậu cung của Huyền Tông, Võ thị liên tiếp sinh cho Huyền Tông 2 hoàng tử là Lý Nhất (李一), Lý Mẫn (李敏) và Thượng Tiên công chúa, tuy nhiên cả ba người con này đều chết non. Đến khi bà sinh ra Lý Mạo (李清) thì Đường Huyền Tông nhờ đến anh trưởng là Ninh vương Lý Hiến nuôi hộ. Đó là con trai trưởng thành độc nhất của bà. Trong khi Đường Huyền Tông càng ngày càng sủng ái Võ thị, thì ông ngày càng lạnh nhạt với chính cung Vương hoàng hậu. Hoàng hậu từ lúc Huyền Tông còn chưa đăng cơ, đã giúp ông không ít trong việc bảo vệ bản thân và con đường sự nghiệp, nhưng bà không hề có người con nào với Huyền Tông, khiến ông rất buồn phiền. Võ thị nhập cung, Vương hoàng hậu lo sợ thân phận gần với Võ Tắc Thiên mà khuyên ông nên xa lánh, điều này làm rạn nứt mối quan hệ giữa Huyền Tông và Vương hoàng hậu.
Năm Khai Nguyên thứ 10 (722), Huyền Tông bí mật nghị bàn cùng đại thần Khương Kiều (姜皎) về việc phế truất Vương hoàng hậu vì Hoàng hậu không có con, không xứng đáng giữ ngôi vị. Năm thứ 12 (724), anh trai Hoàng hậu là Vương Thủ Nhất bị phát hiện dùng bùa chú trong cung, ông ta đưa cho Hoàng hậu một chiếc vòng thuật với hy vọng Hoàng hậu có thể mang thai. Huyền Tông biết chuyện, nổi giận và phế truất Vương hoàng hậu. Vương hoàng hậu do quá đau buồn mà mất sau đó không lâu.

## Ngang hàng Hoàng hậu
Năm Khai Nguyên thứ 12 (724), sau khi Vương hoàng hậu bị hạ bệ, Đường Huyền Tông phong cho Võ thị làm Huệ phi (惠妃), đứng hàng đầu các phi tần trong hậu cung của Đường Huyền Tông. Cùng thời gian đó, mẹ Huệ phi là Dương thị được sắc phong làm Trịnh Quốc phu nhân (鄭國夫人), hai em trai là Võ Trung (武忠) và Võ Tín (武信) được phong làm Tế tửu của Quốc tử giám và Bí thư giám.
Năm Khai Nguyên thứ 14 (726), Huyền Tông có ý định lập Võ Huệ phi làm Hoàng hậu. Ngự sử Phan Hảo Lễ (潘好礼) dâng sớ không đồng tình, một phần vì bà có họ hàng với Võ Diên Tú cùng Võ Tam Tư đã làm loạn kỉ cương, một phần vì muốn bảo vệ Thái tử Lý Anh - nhị hoàng tử sinh bởi Triệu Lệ phi. Bản thân Võ Huệ phi cũng có hai người con trai, nếu Huệ phi được lập làm Hoàng hậu thì địa vị của Thái tử sẽ trở nên nguy hiểm, vì những lý do lớn đó mà triều thần kiêng quyết phản đối lập Huệ phi làm Hoàng hậu. Huyền Tông cũng vì ân tình cũ, thương xót con của Lệ phi nên xuôi theo.
Đại lược tấu sớ của Phan Hảo Lễ năm ấy:
| “                                                           | 《禮》，父母仇，不共天。《春秋》，子不復仇，不子也。陛下欲以武氏為後，何以見天下士！妃再從叔三思也，從父延秀也，皆幹紀亂常，天下共疾。夫惡木垂廕，志士不息；盜泉飛溢，廉夫不飲。匹夫匹婦尚相擇，況天子乎？願慎選華族，稱神祇之心。《春秋》：宋人夏父之會，無以妾為夫人；齊桓公誓葵丘曰：『無以妾為妻。』此聖人明嫡庶之分。分定，則窺競之心息矣。今人間咸言右丞相張說欲取立後功圖復相，今太子非惠妃所生，而妃有子，若一儷宸極，則儲位將不安。古人所以諫其漸者，有以也！ . Kinh Lễ viết: "Phụ mẫu cừu, bất cộng thiên". Kinh Xuân Thu viết: "Tử bất phục cừu, bất tử dã". Nay bệ hạ muốn lập Võ thị làm Hoàng hậu, thì sau này làm sao có thể giáp mặt với kẻ Sĩ trong thiên hạ?! Tòng thúc của Phi là Tam Tư, tòng phụ Diên Tú lần lượt làm bại hoại kỉ cương luân thường, thiên hạ đều căm ghét. Phu ác mộc thùy ấm, chí sĩ bất tức; đạo tuyền phi dật, liêm phu bất ẩm. Kẻ thất phu thất phụ trong thiên hạ, nên đạo vợ chồng cũng cần chọn tuyển, huống hồ là Thiên tử? Xin cẩn trọng tuyển định, để xứng với cái tâm của trời đất. Xuân Thu viết: "Tống nhân hạ phụ chi hội, vô dĩ thiếp vi phu nhân". Tề Hoàn công từng quỵ khấu: 『 Vô dĩ thiếp vi thê. 』, cho thấy cái phân định rõ ràng đích thứ của bậc Thánh nhân. Phân định, tắc khuy cạnh chi tâm tức hĩ! Nay thiên hạ bàn tán chuyện Hữu Thừa tướng Trương Thuyết tính đem chuyện lập Hậu lấy công phục chức. Mà Thái tử không phải do Huệ phi sinh ra, Phi lại có con trai, nếu việc thành thì Trữ vị sẽ bất ổn. Cổ nhân sở dĩ cực lực bài trừ, âu cũng là có lý do cả! | ” |
| — Ngự sử Phan Hảo Lễ tấu phản đối lập Huệ phi làm Hoàng hậu | |   |

Tuy không được lập làm Hoàng hậu, Huyền Tông vẫn yêu cầu Thái giám và Cung nữ trong cung đều chuẩn bị nghi trượng, quần áo và sắp xếp lễ nghi cho bà không khác gì một Hoàng hậu. Con trai bà là Lý Mạo được phong Thọ vương, Lý Kỳ phong Thịnh vương, các con gái là Hàm Nghi công chúa xuất giá lấy Dương Hồi, con trai của Trường Ninh công chúa. Con gái út của bà là Thái Hoa công chúa, về sau lấy Dương Kỹ, là con của Dương Huyền Khuê (杨玄珪), bá phụ của Thọ vương phi Dương thị, vợ của Lý Mạo.

## Cuối đời

### Mưu hại Hoàng tử
Ngoại trừ Huệ phi, Huyền Tông khi trước từng sủng ái Triệu Lệ phi là sinh mẫu của Thái tử Lý Anh, ngoài ra còn có Hoàng Phủ Đức nghi là sinh mẫu của Ngạc vương Lý Dao (李瑤) và Lưu Tài nhân là sinh mẫu của Quang vương Lý Cư (李琚). Khi Võ Huệ phi đắc sủng, những phi tần khác đều thất sủng, do vậy Thái tử Lý Anh cùng Ngạc vương và Quang vương bất bình thay cho mẫu thân, liền không có quan hệ tốt với Huệ phi. Khi đó con trai Huệ phi là Thọ vương Lý Mạo được sủng ái, hơn hẳn các anh em khác, Thái tử cùng hai Vương vì việc thất sủng của mẹ và địa vị của Thọ vương mà thường qua lại, cả ba dần đều chung y tưởng ý oán hận mẹ con Võ Huệ phi.
Khi ấy, con rể Dương Hồi vì biết tâm ý của Huệ phi nên rất chú ý nhất cử nhất động của Thái tử, có gì đều mật tấu, chỉ ra được sự oán hận của Thái tử cùng hai Vương nên khiến Huệ phi rất bất an. Do vậy Huệ phi gặp Huyền Tông mà khóc lóc, nói Thái tử kết đảng muốn hại chết mẹ con Huệ phi, lại còn ám chỉ Thái tử có ý dòm ngó ngôi vị chí tôn. Đường Huyền Tông dần tin là thật, bèn muốn phế đi Thái tử, nhưng Thượng thư lệnh Trương Cửu Linh (张九龄) dẫn chuyện Ly Cơ, Giang Sung, Giả Nam Phong cùng Độc Cô Hoàng hậu năm xưa, nhấn mạnh nghe theo người khác làm thay đổi vị trí Thái tử thì chính sự tắc loạn, do vậy việc bèn tạm thôi. Sau đó, Trương Cửu Linh bị Võ Huệ phi gây sức ép dẫn đến nỗi bị bãi quan, Đường Huyền Tông lấy Lý Lâm Phủ thay vào, đó là người được Võ Huệ phi tiến cử. Lâm Phủ chịu ơn tiến cử của Huệ phi nên nguyện theo bà ta phò trợ Thọ vương, do vậy cùng với Võ Huệ phi thông đồng với đại thần và Dương Hồi muốn phế truất Thái tử Lý Anh, để con trai bà đăng ngôi Thái tử.
Năm Khai Nguyên thứ 25 (737), tháng 4, Dương Hồi mật tấu Huệ phi, nói anh của Thái tử phi Tiết thị là Tiết Đồng muốn cùng Thái tử tiến hành binh biến. Nghe thấy thế, Võ Huệ phi tiến hành âm mưu, bà ta sai người đến Đông cung và hai Vương truyền rằng trong cung có gian tặc, gọi 3 vị Hoàng tử vào cung dẹp giặc, Thái tử cùng hai Vương nghe có giặc nên bèn phải mặc áo giáp và cầm binh khí. Sau khi ba vị Hoàng tử vào, Huệ phi liền khóc lóc nói với Huyền Tông rằng:「"Thái tử và hai Vương mưu phản, còn mặc giáp vào cung!"」. Huyền Tông tra khảo và phát hiện đúng sự tình, sai bắt giam cả ba Hoàng tử mặc cho họ kêu oan thống thiết. Hôm sau, Huyền Tông gọi các đại thần vào nghị sự chuyện của Thái tử, Lý Lâm Phủ lúc này đã là đại thần trụ cột của triều đình, khuyên:「"Đây đều là việc nhà của bệ hạ, chúng thần không tiện can gián!"」. Đường Huyền Tông do ảnh hưởng của Võ Huệ phi mà phế truất cả ba vị Hoàng tử làm Thứ nhân, đồng thời ép cả ba phải tự sát.

### Kinh hãi mà qua đời
Mặc dù Võ Huệ phi có mưu tính hại cả Thái tử, thế nhưng lá gan lại rất nhỏ, không lâu sau khi hại thê thảm ba vị Hoàng tử thì bản thân bà cũng tự dọa mình mà chết. Theo truyện kể lại, Võ Huệ phi đêm nằm mơ thường thấy ba vị Hoàng tử đến ám mình, ngủ luôn không sâu nên sinh bệnh tật, bà ta mời thầy cúng vào trong cung, cúng bái quỷ thần nhưng vẫn tiếp tục những cơn ác mộng. Bà cho mời thầy cúng, lại tiếp tục cải táng ba vị Hoàng tử, hay thậm chí cho người tuẫn tang, tất cả mọi biện pháp nhưng đều không có kết quả.
Năm Khai Nguyên thứ 25 (737), tháng 12, Võ Huệ phi tự mình hù chết, qua đời khi hơn 40 tuổi. Khi Huệ phi qua đời, Đường Huyền Tông vô cùng tiếc thương, truy phong bà là Trinh Thuận Hoàng hậu (貞順皇后), táng ở Kính lăng (敬陵), cách Trường An tầm 30 km, ở phía Nam của Hạo Thiên quan cũng lập Miếu thờ.
Ngày Võ thị mất, Huyền Tông hạ chiếu:
| “                                         | 存有懿範，沒有寵章，豈獨被於朝班，故乃施於亞政，可以垂裕，斯為通典。故惠妃武氏，少而婉順，長而賢明，行合禮經，言應圖史。承戚里之華胄，升後庭之峻秩，貴而不恃，謙而益光。以道飭躬，以和逮下，四德粲其兼備，六宮咨而是則。法度在己，靡資珩佩；躬儉化人，率先絺纮。夙有奇表，將加正位，前後固讓，辭而不受，奄至淪歿，載深感悼，遂使玉衣之慶，不及於生前；象服之榮，徒增於身後。可贈貞順皇后，宜令所司擇日冊命。 . Tồn hữu ý phạm, một hữu sủng chương, khởi độc bị vu triều ban, cố nãi thi vu á chính, khả dĩ thùy dụ, tư vi thông điển. Cố Huệ phi Võ thị, thiếu nhi uyển thuận, trường nhi hiền minh, hành hợp lễ kinh, ngôn ứng đồ sử. Thừa thích lí chi hoa trụ, thăng hậu đình chi tuấn trật, quý nhi bất thị, khiêm nhi ích quang. Dĩ đạo sức cung, dĩ hòa đãi hạ, tứ đức sán kỳ kiêm bị, lục cung tư nhi thị tắc. Pháp độ tại kỷ, mĩ tư hành bội; cung kiệm hóa nhân, suất tiên hi hoành. Túc hữu kỳ biểu, tương gia chính vị, tiền hậu cố nhượng, từ nhi bất thụ, yểm chí luân một, tái thâm cảm điệu, toại sử ngọc y chi khánh, bất cập vu sinh tiền; tượng phục chi vinh, đồ tăng vu thân hậu. Khả tặng Trinh Thuận Hoàng hậu, nghi lệnh sở tư trạch nhật sách mệnh. | ” |
| — Chiếu tặng Huệ phi Võ thị làm Hoàng hậu | |   |

Sau khi Huệ phi qua đời, Đường Huyền Tông cho lập miếu cầu tự ngày đêm cúng vái, ra chiều thương tiếc cho đến khi sủng hạnh con dâu bà là Dương Quý phi. Sau này vào thời Càn Nguyên, Đường Túc Tông đăng cơ, xét Võ Huệ phi âm mưu giết hại ba vị Hoàng tử, tuy không đề cập việc bỏ đi huy hiệu Hoàng hậu nhưng tước bỏ việc tế tự. Như vậy tuy trên thực tế còn được giữ huy hiệu Hoàng hậu và Kính lăng theo mô thức Hoàng hậu, Võ thị đã không còn được hưởng tế cúng với tư cách Hoàng hậu từ các Hoàng đế đời sau.

## Con cái
Võ Huệ phi sinh cho Đường Huyền Tông Lý Long Cơ tổng 7 người con, 4 hoàng tử và 3 hoàng nữ, trong đó 3 người chết non.
1. Hạ Điệu vương Lý Nhất [夏悼王李一; 716 - 717], hoàng tử thứ 9, chết non[19].
2. Hoài Tư vương Lý Mẫn [怀哀王李敏; 719 - 720], hoàng tử thứ 15, chết non.
3. Thọ vương Lý Mạo [壽王李瑁; ? - 775], bổn danh Lý Thanh (李清), hoàng tử thứ 18. 
Các con đầu của Huệ phi đều chết yểu, nên khi Lý Thanh sinh ra bèn đưa cho Ninh vương Lý Hiến nuôi dưỡng, tròn hơn 10 năm. Năm 725, phong Vương, trở về cung và cải tên [Lý Mạo]. Võ Huệ phi mưu cùng Lý Lâm Phủ triệt hạ Thái tử Lý Anh, hòng đưa Thọ vương Lý Mạo lên ngôi Thái tử không thành. Lý Mạo lấy Dương thị làm phi, sau bị Đường Huyền Tông ép phải ly hôn. Mất dưới thời Đường Đại Tông.
4. Thịnh vương Lý Kì [盛王李琦; ? - 764], bổn danh Lý Mộc (李沐), hoàng tử thứ 21. 
Năm 725, phong Vương, sang năm 727 lãnh Đô đốc Dương Châu. Đến năm 732, nhận vinh hàm Khai phủ nghi đồng Tam ti, đổi tên [Lý Kỳ]. Loạn An Sử, cùng Thọ vương Mạo hộ tống Huyền Tông đến Thục. Mất dưới thời Đường Đại Tông, tặng Thái phó.
5. Thượng Tiên công chúa [上仙公主], sinh khoảng năm đầu Khai Nguyên, mấy ngày sau chết non.
Khi công chúa qua đời, xuất hiện [Tường phong thụy hồng; 祥風瑞虹], Trương Cửu Linh nói công chúa là thần tiên hạ phàm, thỉnh cầu Đường Huyền Tông đem chuyện này coi như điềm lành ghi vào sách sử, cũng tặng hiệu [Thượng Tiên].
6. Hàm Nghi công chúa [咸宜公主; ? - 784], sinh khoảng sau năm 721.
Vì duyên cớ Võ Huệ phi, công chúa hưởng thực ấp 1.000 hộ, vượt hơn nhiều mức 500 tiêu chuẩn cho một công chúa. Năm 735, công chúa hạ giá Dương Hồi (杨洄), con trai của Trường Ninh công chúa - con gái thứ của Đường Trung Tông và Dương Chân Giao (杨慎交). Cả hai sinh một con trai Dương Thuyết (杨說), về sau lấy Kiến Bình công chúa - một con gái khác của Đường Huyền Tông. Năm 761, Kỳ vương Lý Trân phản loạn thất bại, Phò mã Dương Hồi bị liên lụy và ban chết, công chúa tái giá Thôi Tung (杨洄). Mất dưới đời Đường Đức Tông.
7. Thái Hoa công chúa [太華公主], hoàng nữ thứ 21.
Năm 745, hạ giá lấy Dương Kỹ (杨锜) - con trai của Dương Huyền Khuê (杨玄珪), em họ của Dương Quý phi. Dương Kỹ nhân đó được bái Bạc Thanh Quang lộc đại phu, Vệ Úy khanh, Phò mã Đô úy, lại tiến phong Thị ngự sử. Thái Hoa công chúa là vị công chúa được Huyền Tông sủng ái cực điểm vì duyên cố của mẹ ruột, lễ nghi vượt các công chúa khác, Thái Hoa cùng chồng Dương Kỹ được đặc biệt đưa về sống trong Tư đệ ở khuôn viên cấm cung. Thái Hoa công chúa qua đời trong năm Thiên Bảo.

## Xem Thêm
- Lý Mạo
- Đường Huyền Tông
- Dương Quý Phi
- Đường Túc Tông
- Triệu Lệ phi
- Lý Anh